# National Invitation Tournament 2009
Il National Invitation Tournament 2009 è stata la 72ª edizione del torneo. Si è disputato dal 17 marzo al 2 aprile 2009. La final four è stata giocata al Madison Square Garden di New York. Ha vinto il titolo la Pennsylvania State University, allenata da Ed DeChellis. Miglior giocatore del torneo è stato eletto Jamelle Cornley.
| Campione NIT 2009                  |
| ---------------------------------- |
| Penn State Nittany Lions 1º titolo |

## Squadra vincitrice
|    | Naz.                   | Ruolo | Sportivo          |  | Alt. |  |  |
| -- | ---------------------- | ----- | ----------------- |  | ---- |  |  |
| 2  | Stati Uniti (bandiera) | G     | Chris Babb        |  | 196  |  |  |
| 2  | Stati Uniti (bandiera) | A     | Jamelle Cornley   |  | 198  |  |  |
| 11 | Filippine (bandiera)   | G     | Stanley Pringle   |  | 185  |  |  |
| 12 | Stati Uniti (bandiera) | G     | Talor Battle      |  | 183  |  |  |
| 13 | Stati Uniti (bandiera) | G     | Will Leiner       |  | 185  |  |  |
| 14 | Stati Uniti (bandiera) | G     | Adam Highberger   |  | 188  |  |  |
| 15 | Stati Uniti (bandiera) | A     | D.J. Jackson      |  | 198  |  |  |
| 21 | Finlandia (bandiera)   | A     | Joonas Suotamo    |  | 211  |  |  |
| 22 | Stati Uniti (bandiera) | A     | Andrew Jones      |  | 208  |  |  |
| 24 | Stati Uniti (bandiera) | G     | Cammeron Woodyard |  | 196  |  |  |
| 25 | Stati Uniti (bandiera) | A     | Jeff Brooks       |  | 203  |  |  |
| 33 | Stati Uniti (bandiera) | G     | Danny Morrissey   |  | 191  |  |  |
| 41 | Stati Uniti (bandiera) | A     | Steve Kirkpatric  |  | 196  |  |  |
| 54 | Stati Uniti (bandiera) | A     | Andrew Ott        |  | 208  |  |  |

- Allenatore: Ed DeChellis